# Pallacanestro Femminile Umbertide
L'Associazione sportiva Dilettantistica Pallacanestro Femminile Umbertide è la società di pallacanestro femminile di Umbertide, in provincia di Perugia.
È nata dalla scissione del Basket Fratta Umbertide, che è stato fondato nel 1964, con lo scopo di diffondere la pallacanestro tra i giovani, rilanciando un'attività che ad Umbertide aveva avuto cultori già sul finire degli anni '20.

## Storia

### Gli inizi
All'inizio gli sforzi vengono indirizzati allo sviluppo dell'attività giovanile. Dal 1967 è operante un centro mini-basket. Nel corso degli anni il B.C. Fratta ha vinto 73 titoli regionali (di cui 60 giovanili) e nel 1995 ha vinto il "Campionato Nazionale Juniores" maschile.

### Il Basket Club Fratta Women
La squadra femminile, dopo la vittoria del Girone C di Serie B d'Eccellenza nel 2004-05, disputa tre stagioni in Serie A2 ad alto livello. Al termine della regular season 2006-2007 giunge prima classificata nel girone sud. Nei play-off batte Livorno per 2-0, ma viene eliminata in semifinale da Pozzuoli che batte la Liomatic Umbertide per 2-1. Nel 2007-2008 il Basket Fratta giunge quarto al termine della stagione regolare, ultimo posto valido per disputare i playoff. Nella prima fase incontra l'Ancona Basket battendolo nella serie per 2-0. Nella fase finale incontra la Pallacanestro CUS Chieti e vincendo anche questa serie per 2-0 ottiene il diritto di disputare la Serie A1.

### La nascita della Pallacanestro Femminile Umbertide
In seguito alla promozione, la Federazione autorizza la scissione del Basket Club Fratta (ovvero permette di separare l'attività maschile da quella femminile in due diverse società): nasce così l'A.S.D. Pallacanestro Femminile Umbertide.
Nel 2008-09, la Liomatic Umbertide deve salvarsi attraverso i play-out perché si classifica al decimo posto al termine della stagione regolare. Con la vittoria per 2-0 sul Banco di Sicilia Ribera, le umbre si salvano già al primo turno. Nel 2010-2011 la Liomatic Umbertide approda alle FinalFour di Coppa Italia e in finale perde con il Famila Schio. In campionato invece viene sconfitta sempre da Schio in semifinale scudetto. La stagione 2011-2012 è aperta dalla Supercoppa ancora contro il Famila Schio, e la squadra umbertidese perde ancora.
La stagione 2011-12 sembra essere quella giusta per portare a casa lo scudetto. Durante il girone di andata, le umbertidesi ottengono 9 vittorie in 11 partite, perdendo solo contro il Famila Schio e il Cras Taranto (le squadre che si contenderanno finale di Coppa Italia e Finale scudetto); al ritorno però una serie di sconfitte fa precipitare la squadra al quinto posto in classifica. I play-off vengono ricordati come i peggiori mai disputati, con due sconfitte subite contro Lucca nei quarti di finale.
Nella stagione 2012-13, con il nuovo sponsor Acqua&Sapone, la squadra giunge quinta in regular season. Nei quarti di finale scudetto batte Taranto per 2-0, in semifinale perde contro Schio per 3-0.
La stagione 2013-14 vede il ritorno in bianco-azzurro Chiara Consolini, questa volta in veste di capitano. Le umbertidesi, dopo essere giunte terze in regular season, ai quarti di finale play-off battono Parma 2-1, ma in semifinale vengono battute dalla neopromossa-rivelazione Ragusa per 3-1. 
Nel corso della stagione 2014-15, la squadra umbertidese si qualifica per la quinta volta consecutiva alle Final Four di Coppa Italia, la sede scelta è il PalaEvangelisti di Perugia. Il 21 febbraio le bianco-azzurre vengono battute in semifinale per 83-46 da Schio, che si prende la rivincita della sconfitta subita in campionato per 83-66 a dicembre.
Terminata la regular season al quinto posto, la squadra di coach Serventi è sconfitta da Venezia ai quarti di finale play-off per 2-1.

### La società maschile
La squadra maschile milita in Serie C regionale. Nel 2010-2011 disputa dopo ripescaggio il campionato Serie B Dilettanti, poi torna in quinta divisione.
Attualmente disputa il campionato di serie C Silver.

## Società

### Organigramma societario
- Dott. Paolo Betti - Presidente
- Matteo Marsigliotti - Dirigente responsabile
- Cristian Marconi – Addetto logistica

### Sponsor
- Ciao Motori (2003-2005)
- Alunni impianti (2005-2006)
- Liomatic (2006-2012)
- Acqua&Sapone (2012-2017)
- La Bottega del Tartufo (2018)

## Allenatori
- Luca Piccionne (2004-2005)
- Marco Staccini (2005-2007)
- Carlo Scaramuccia (2007)
- Alessandro Contu (2007-2008)
- Lorenzo Serventi (2008-2017)
- Alessandro Contu (2017-2020)
- Michele Staccini (2020-)

## Cestiste

### Capitani
- Barbara Granturchelli (2007-2008)
- Laura Gelfusa (2008)
- Evelien Callens (2008-2010)
- Francesca Zara (2010-2012)
- Sabrina Cinili (2012-2013)
- Chiara Consolini (2013-2015)
- Giulia Moroni (2015-2017)
- Arianna Landi (2017-6 febbraio 2018)
- Arianna Meschi (7 febbraio 2018-2018)
- Federica Giudice (2018-)

## Tifoseria
La cittadina di Umbertide ha sempre avuto un gran numero di sostenitori della pallacanestro. Nel 2004 si sono costituiti i Supporters Fratta 2004, mentre negli anni successivi è nato il famoso Gruppo 'N'Diamo. Nel 2015 avviene un altro gemellaggio, questa volta con i Sirmaniaci, tifosi della pallavolo maschile Sir Safety Perugia.

## Mascotte
La mascotte della squadra è Estrosa.

## Organico 2019-2020

### Staff tecnico
- Alessandro Contu - Allenatore
- Michele Crispoltoni - Vice allenatore
- Simone Tosti - Assistente allenatore
- Andrea Raschi - Fisioterapista
- Michele Milli- Fisioterapista
- Leonardo Grilli - preparatore atletico
- Valerio Mencagli - Addetto statistiche
- Dott. Carlo Tramontana - Medico sociale